# Квинтилион
Квинтилионът е цяло, естествено, голямо число, равно на 1 000 000 000 000 000 000 или 1018 (десет на осемнадесета степен).
Десетичната представка за квинтилион в Международната система единици е „екса“ (E), а дробната представка за една трилионна част – „ато“ (a). Един ексабайт (1 EB) съдържа 1018 байта, а един атометър (1 am) е една квинтилионна част от метъра.